# 낚시제비꽃
낚시제비꽃은 제비꽃과에 속하는 여러해살이풀이다.

## 생태
줄기는 뭉쳐나며 높이는 20-30센티미터 정도이다. 여러 갈래로 나뉜 줄기는 땅에 닿도록 비스듬히 뻗으며, 각 마디에는 심장 모양의 잎이 어긋난다. 또한 같은 심장 모양으로 긴 잎자루를 가진 뿌리잎이 뭉쳐나와 있다. 꽃은 보라색으로, 봄이 되면 식물체의 중앙에서 꽃줄기가 나와 작은 꽃이 달린다. 열매는 삭과이다. 들이나 길가에서 자라며 제주·전남·충남·경북 등지에 분포하고 있다.

## 변종과 품종
- 애기낚시제비꽃(Viola grypoceras var. exilis (Miq.) Nakai)
- 흰애기낚시제비꽃(Viola grypoceras var. exilis for. albiflora Nakai)

## 사진

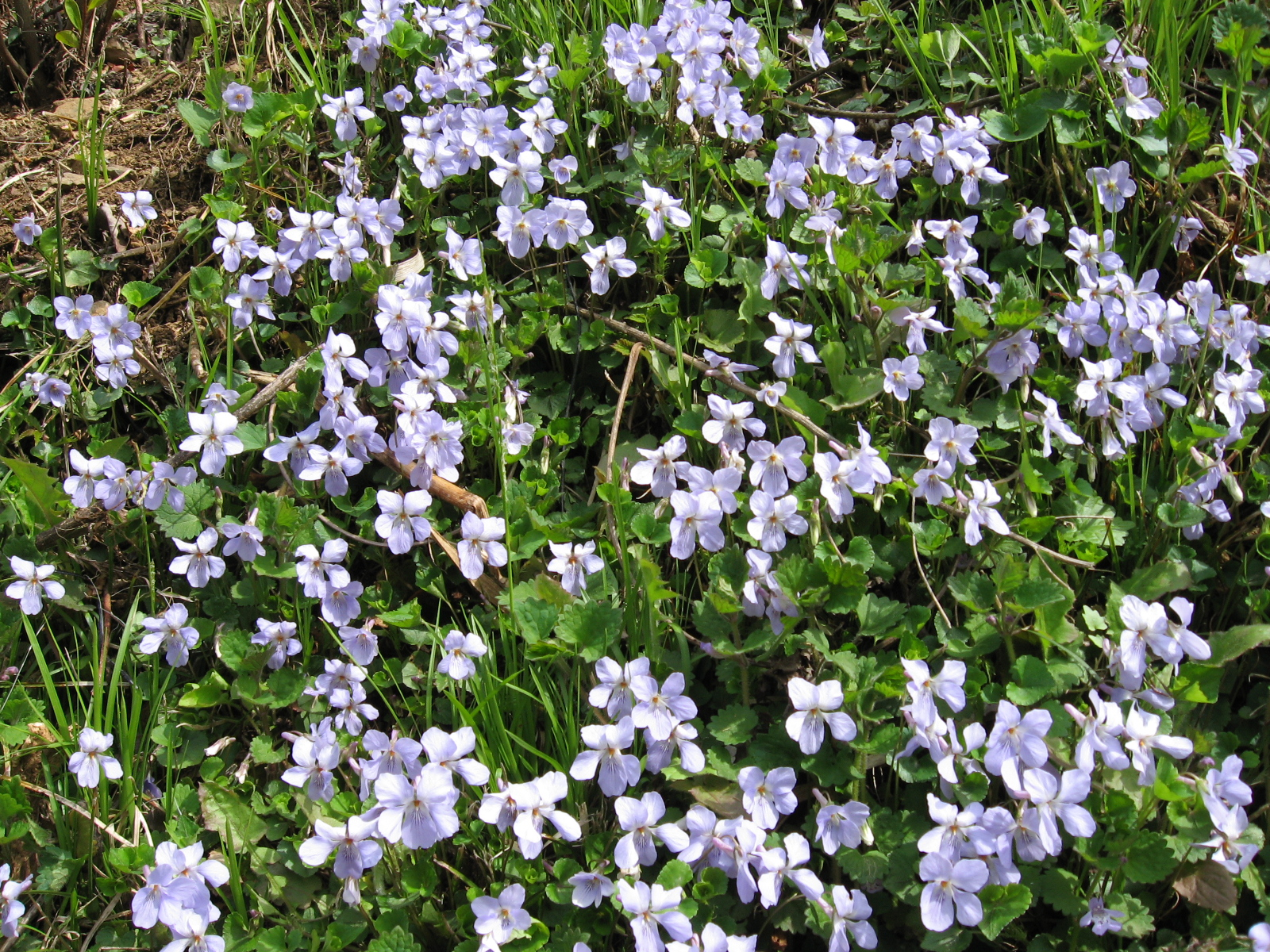
군락
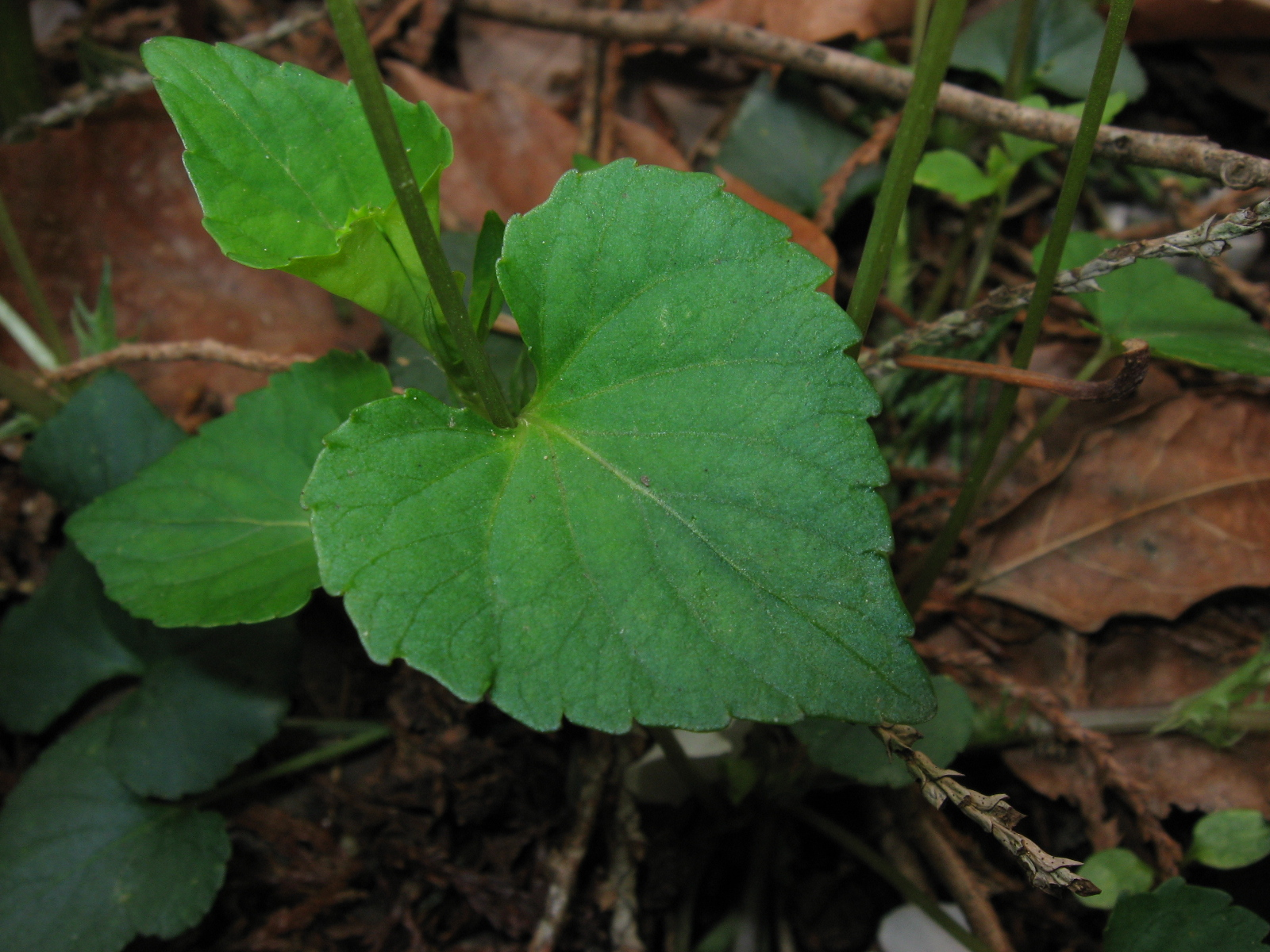
잎

## 참고 문헌
- 이 문서에는 다음커뮤니케이션(현 카카오)에서 GFDL 또는 CC-SA 라이선스로 배포한 글로벌 세계대백과사전의 내용을 기초로 작성된 글이 포함되어 있습니다.